# Kenji Sakaguchi (aktor)
Kenji Sakaguchi (ur. 8 listopada 1975 w Tokio) – japoński aktor telewizyjny i filmowy.

## Życiorys
Jest synem japońskiego zapaśnika Seiji Sakaguchi.

## Filmografia
- 2003 Jesień w Warszawie jako Takanori Honda
- 2003 Satoukibi batake no uta jako Isamu Hirayama
- 2004 Kikansha sensei jako Seigo Yoshioka
- 2006 Children jako Shunsuke Muto
- 2006 Ashita no kioku jako Naoya Ito
- 2007 Sumairu seiya no kiseki jako Masaya Inotani
- 2012 20 nen go no kimi e jako Hirota Nakayama
- 2013 Kao jako Iimura

## Seriale
- Best Friend jako Ezaki Masaru
- Ikebukuro West Gate Park jako Doberman / Yamai
- Hatachi no kekkon jako Iida
- Fighting Girl jako Awamura Gen
- Shiawase no shippo jako Riku Akagi
- Itsumo futari de jako Kenta Morinaga
- Otôto jako Tetsuya Watari
- Pride jako Yamato Hotta
- Iryu jako Ryutaro Asada
- Honjitsumo hare, ijou nashi jako Ryo Shirase
- Kimitachi ni Asu wa Nai jako Shinsuke Murakami
- Mokuyo Gekijyo Higashino Keigo Misuterizu jako Takuya Sato
- Saigo kara Nibanme no Koi jako Shimpei
- Doubles: Futari no keiji jako Keiichi Tashiro